# Academie voor Spel en Theater
De Academie voor Spel en Theater of AcSenT is een erkende, driejarige theateropleiding in Antwerpen. 
De school, een collectief van studenten en docenten, is ontstaan uit de Open Living Theateropleiding, kortweg Open Living. Deze opleiding was ontstaan in 1987, en werd 17 jaar later gesloten nadat er ruim 1500 studenten waren geweest, wegens de stopzetting van haar subsidies. De beslissing om de subsidies te beëindigen kwam van Vlaams minister van cultuur Paul Van Grembergen. Door de invoering van de BAMA-structuur werden namelijk de officiële opleidingen ook deeltijds mogelijk. Het instituut zag geen andere mogelijkheid dan de lessen stop te zetten, waarna de studenten zich organiseerden in een collectief om hun opleiding ongesubsidieerd voort te zetten.
De school zette hierna haar toneelopleiding voort onder de nieuwe naam "Academie voor Spel en Theater". 